# Лемстер, Моисей Шаевич
Мо́йше Ле́мстер (Мойсе́й Ша́евич Ле́мстер; идиш משה לעמסטער‎, рум. Moisei Lemster; род. 5 декабря 1946, Стольничены, Молдавская ССР) — еврейский поэт, литературовед, библиограф. Пишет на идише.

## Биография
Мойше Лемстер родился в молдавском селе Стольничены (ныне Единецкий район Молдовы). В трёхлетнем возрасте оставшись без отца, вместе с матерью Осной Моисеевной Лемстер (1915—1993) переехал в Костешты и через несколько лет в Единцы (теперь райцентр Единецкого района Молдовы), где вырос и учился в русской школе (1953—1963).
Окончил физико-математический факультет Тираспольского педагогического института (1968), преподавал физику и математику в средней школе села Шофрынканы (Единецкого района), затем в Единцах, и с 1981 года в Кишинёве; работал инженером по научной организации труда быткомбината, заведующим отделом проектного института, впоследствии занялся литературоведением. Учился в еврейской (идиш) группе Высших литературных курсов при Литературном институте им. А. М. Горького (1989—1991). Публиковаться начал в 1982 году в московском журнале «Советиш Геймланд» (Советская Родина, № 8), с поощрения своего кишинёвского ментора Ихила Шрайбмана.
В 1999 году защитил диссертацию на учёную степень доктора филологических наук (doctor habilitat) по анализу стихотворных произведений Элиэйзера Штейнбарга. Расширенный вариант автореферата этой диссертации в том же году был опубликован в виде монографии «Еврейский баснописец и мудрец Элиэзер Штейнбарг» и в авторском переводе на румынский язык в 2015 году. Вместе с Рудольфом Ольшевским был составителем ежегодного альманаха «Ветка Иерусалима». Подготовил подстрочники для книги выполненных Р. Ольшевским переводов из еврейской поэзии Бессарабии «Летящие тени» (2000).
М. Лемстер был редактором и ведущим телепередачи на идише и русском языке «На еврейской улице» (Аф дэр идишер гос). Преподавал еврейский язык и литературу на филологическом отделении Молдавского государственного университета; сотрудник еврейского сектора Академии наук Молдовы. Опубликовал работу по отражению темы Кишинёвского погрома 1903 года в произведениях еврейских писателей. Участвовал в проекте «Краткой Еврейской Энциклопедии», редактор проекта индексикализации оцифрованного архива довоенной еврейской (идиш) периодики, участник диалектологических экспедиций в Молдове и на Украине под эгидой Индианского университета в Блумингтоне (руководитель проекта — Дов-Бер Керлер).
С марта 2000 года — в Израиле (Бат-Ям), был сотрудником Еврейского университета в Иерусалиме, где занимался библиографической работой (аннотацией всего корпуса изданной на идише литературы и прессы); член израильского союза писателей и журналистов, пишущих на идише. В 2006 года возглавлял тель-авивское издательство Х. Лейвик-Фарлаг. Выполненный М. Лемстером перевод с идиша воспоминаний Осипа Дымова вошёл в вышедший на русском языке в Еврейском университете двухтомник мемуарного и эпистолярного наследия писателя (2011).
Стихотворения Лемстера публиковались в различных современных периодических изданиях на идише, включая альманах «Найе Вэйгн» (Новые пути, Тель-Авив), газеты «Форвертс» (Вперёд, Нью-Йорк) и «Ундзэр кол» (Наш голос, Кишинёв). В 1996 году вышел в свет сборник избранных стихотворений Лемстера «А йидишэр рэйгн» (Еврейский дождь), впоследствии переведённый на русский язык Рудольфом Ольшевским (1997). Второй сборник «Амол брэйшэс» (Когда-то в самом начале) был выпущен в 2008 году. Сборник избранных стихотворений в переводе на румынский язык Бориса Друцэ был издан в 2015 году. Песни на стихи Лемстера написали кишинёвские композиторы Злата Ткач, Олег Мильштейн, Владимир Биткин, Олег Негруце. Колумнист газеты «Форвертс». Лауреат израильских литературных премий Шварцмана (2004), Рубинлихт, Сегала, Гропера (2007) и Фихмана (2007).

## Семья
- Жена (с 1979 года) — Лариса Лемстер (1954—2018), две дочери — Жанна и Алина (1984).

## Книги
- אַ ייִדישער רעגן (а йидишэр рэйгн — еврейский дождь). Тель-Авив: И. Л. Перец-Фарлаг, 1996. — 110 с.
- Имя доброе твоё. Песни Златы Ткач на стихи Овсея Дриза, Любы Вассерман и Моисея Лемстера. Кишинёв: Лига, 1996. — 139 с.
- Еврейский дождь (стихотворения, перевод с идиша Р. Ольшевского). Кишинёв: Лира, 1997. — 143 с.
- Еврейский баснописец и мудрец Элиэзер Штейнбарг. Кишинёв: Ruxandra, 1999. — 244 с.
- אַמאָל בראשית: געקליבענע לידער און פּאָעמעס 1982—2007 (амол брейшес — когда-то в самом начале: избранные стихотворения и поэмы 1982—2007). Тель-Авив: Х. Лейвик-Фарлаг, 2008.
- Трагедия и фарс: материалы о кишинёвских процессах 1949 и 1971 годов. Тель-Авив: Бейт-Бессарабия, 2011.
- Осип Дымов. Вспомнилось, захотелось рассказать: В дружеском и творческом кругу Дымова. Из мемуарного и эпистолярного наследия, том второй. Составитель — Владимир Хазан. Перевод с идиша М. Лемстера. Еврейский университет в Иерусалиме, Центр славянских языков и литератур, 2011.
- בימי הסער והבניין (в дни борьбы и созидания — главы из истории бессарабского еврейства в Израиле и диаспоре, на иврите). Тель-Авив: Бейт-Бессарабия, 2012.[8]
- Разрешить нельзя отказать! (книга об отказниках 1980-х годов). Тель-Авив: Бейт-Бессарабия, 2013.[9]
- Moisei Lemster. Eliezer Șteinbarg. Fabulist și cuget rafinat al spiritualității evreieștii. На румынском языке. Перевод с идиша автора. Кишинёв: Cavaioli, 2015. — 184 с.[10]
- Moisei Lemster. Un cîntec evreiesc. La umbra nucului bătrîn: стихи. На румынском языке. Перевод с идиша Б. Друцэ. Кишинёв: Cavaioli, 2015. — 64 с.
- Моисей Лемстер. Куда ушла бабушка (для детей, в память об умершей жене Ларисе). Иллюстрации Вольфа Бульбы. Тель-Авив, 2018[11].
- Моисей Лемстер. Колокольчик на ветру. Сборник стихов. Перевёл с идиша Фрэдди Зорин. Ришон ле-Цион, 2019.
- Моисей Лемстер. И я когда-то был Богом. Стихи о любви. Авторизованный перевод с идиша Фрэдди Зорин, Рудольф Ольшевский, Валерий Фокин. Тель-Авив, 2020. — 224 с.
- Моисей Лемстер. Еврей в краю вина и любви. Авторизованный перевод с идиша: Фрэдди Зорин, Рудольф Ольшевский, Валерий Фокин. Художник Вольф Бульба. Тель-Авив 2022. — 84 стр.
- Моисей Лемстер. Родство. Авторизованный перевод с идиша: Валерий Фокин. Художник Эдуард Гроссман. Тель-Авив: Beit-Nelly, 2023. — 183 стр.
- Моисей Лемстер. Храня и веру, и надежду — גלויבן און טרייסט (Вера и надежда). На идише и авторизованные переводы на русский язык, выполненные Фрэдди Зориным, Борисом Камяновым, Катей Капович и Игорем Хентовым. Два стиха в переводе на иврит Навы Литвак. Художник Александр Канчик. Тель-Авив: Beit-Nelly, 2024. — 70 стр.
- Моисей Лемстер. Гетто выбирает жизнь — געטאָ וויילט אויס דאָס לעבן. На идише и авторизованные преводы на русский язык, выполненные Рудольфом Ольшевским, Фрэдди Зориным, Валерием Фокиным, Борисом Камяновым и Исроэлом Некрасовым. Два стиха в переводе на иврит Навы Литвак. Художник Вольф Бульба. Тель-Авив: Beit Ntlli, 2024. — 288 стр.[12]